# 31032 Scheidemann
31032 Scheidemann este un asteroid din centura principală de asteroizi.

## Descriere
31032 Scheidemann este un asteroid din centura principală de asteroizi. A fost descoperit pe 20 aprilie 1996 la Observatorul La Silla de Eric Walter Elst. Asteroidul prezintă o orbită caracterizată de o semiaxă mare de 2,29 ua, o excentricitate de 0,11 și o înclinație de 1,5° în raport cu ecliptica.